# Barcikai Históriás
A Barcikai Históriás időszakos várostörténeti kiadvány, amely Kazincbarcika mindennapjairól, történelméről, a környező települések életéről, történetéről tartalmaz cikkeket, tanulmányokat Takács István, nyugalmazott tanácselnök szerkesztésében, tolmácsolásában.

## Története

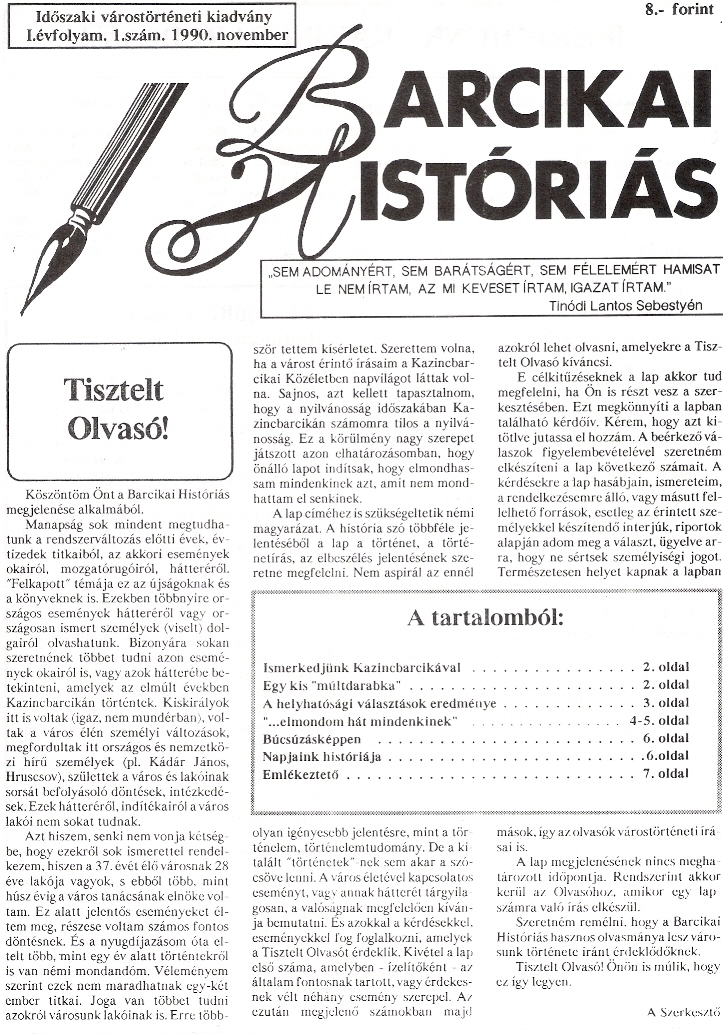
Barcikai Históriás 1990. november (I. évfolyam 1. szám - címoldal)

Takács István 20 évig állt Kazincbarcika város élén, s nyugdíjba vonulása után indította útjára a Barcikai Históriást. 1990-től negyedévente, 1994-től pedig évente jelent meg az időszakos várostörténeti  kiadvány.
Munkatársak: ifj. Takács István, Takács Zsolt, Bagi Aranka, Széplaki Kálmán, Juhász Béla, Hovanyecz Eleonóra, Balláné Pál Anita, Mezey István, Szathmáry-Király Ádámné, Iglói Ferenc, Sebesi Éva, Girasek Károly, Sövegjártó Katalin, Gadnai Miklósné, Iglói Ferenc, ifj. Teszenyi Tamás..
Az 1997-től (8. évfolyam 15. szám) a papíralapú kiadáson kívül az interneten is elérhetővé vált az Országos Széchényi Könyvtár Elektronikus Periodika Archívumában. Az online változat elkészítésében közreműködött: Kollár Csaba, Takács István, Takács Zsolt.
2014 decemberében Takács Zsolt szerkesztésével újraindult a Barcikai Históriás internetes változata. A weblap a régi lapszámok mellett új cikkeket, visszaemlékezéseket is közöl Kazincbarcika múltjával kapcsolatban.